# Rongli-Staudamm
Der Rongli-Staudamm ist eine Talsperre am Rongli Chhu, einem linken Nebenfluss des Rangpo Chhu in Ost-Sikkim, Indien. Er ist einer von zwei Staudämmen, mit denen die beiden Flüsse Rongli und Rangpo für das 99-Megawatt-Wasserkraftwerks Chuzachen aufgestaut werden sollen.

## Technische Daten
Der Rongli-Staudamm besitzt eine 39 m hohe Gewichtsstaumauer aus Beton.
Das Mauervolumen beträgt 45.200 m³. Vom Staudamm führt ein 2077 m langer Triebwasserstollen mit einem Durchmesser von 3,1 m in Richtung Kraftwerk und vereinigt sich mit einem anderen Triebwasserstollen, der vom Rangpo-Staudamm kommt. Der gemeinsame Triebwasserstollen misst 3225 m und besitzt einen Durchmesser von 4,6 m. Die anschließende Druckleitung ist 801,2 m lang und hat einen Durchmesser von 3,3 m. Das Kraftwerk besitzt zwei vertikale Francis-Turbinen zu je 55 MW sowie zwei Generatoren zu je 61,1 MVA. Das Wasserschloss hat eine Höhe von 137 m. Betrieben wird das Kraftwerk von Gati infrastructure.

## Unglück
Bei den Bauarbeiten für den Rongli-Staudamm brach am 16. April 2009 um 21:00 Uhr ein Kofferdamm, ein temporärer Hilfsdamm. Dabei gab es zwölf Tote. Die Arbeiter hatten Nachtschicht in der Tunnelbaustelle, die durch den Unglücksfall überflutet wurde. Das Wasser lief über den Damm, nachdem der Wasserspiegel schnell angestiegen war. Es wurde nicht angegeben, ob es vorher heftige Regenfälle in der Gegend gab.
Die Baustelle lag an einem von zwei geplanten Einlaufbauwerken für einen Druckstollen. Der Grundstein für das Wasserkraftprojekt war am 6. Februar 2007 gelegt worden. Der Baufirma Gati wurde mangelnde Erfahrung bei Dammbauprojekten vorgeworfen.